# Orithostella
Orithostella es un género de foraminífero bentónico de la subfamilia Gavelinellinae, de la familia Gavelinellidae, de la superfamilia Chilostomelloidea, del suborden Rotaliina y del orden Rotaliida. Su especie tipo es Orithostella viriola. Su rango cronoestratigráfico abarca desde el Cenomaniense hasta el Turoniense (Cretácico superior).

## Clasificación
Orithostella incluye a las siguientes especies:
- Orithostella africana †
- Orithostella australiana †
- Orithostella formosa †
- Orithostella indica †
  - Orithostella indica marksi †
- Orithostella kwazuluensis †
- Orithostella pazdroae †
- Orithostella viriola †